# 木下翔太
木下 翔太（きのした しょうた、1991年（平成3年）4月3日 - ）は、大阪府出身の競艇選手。
大阪市立桜宮高等学校出身。香川素子は同校の先輩に当たる。
登録番号4659。身長171cm。血液型A型。108期。大阪支部所属。
母は元ボートレーサーの木下裕美子。父は元ボートレーサーの真保敬義。同期に、江崎一雄、山田亮太らがいる。

## 来歴
- 2011年5月、住之江競艇場での一般競走でデビュー(5着)。
- 2011年6月15日、徳山競艇場で行われた 東日本大震災被災地支援競走サンケイスポーツ杯争奪戦5日目1レースで6コースからまくり差しを決め、水神祭を飾る。
- 2012年9月、常滑競艇場の日刊スポーツ杯争奪第22回マリンキング決定戦で初優出(1号艇・転覆)。
- 2013年1月、尼崎競艇場で行われたG1近松賞開設60周年記念でG1初出場。
- 2015年5月、唐津競艇場で行われた唐津ルーキーシリーズ第2戦で初優勝(決まり手は逃げ)[2]。

## 人物・エピソード
- やまと学校在籍時は優出6回、勝率は6.82で江崎一雄、篠田優也に次いで3位の成績。
- 学生時代は野球部に所属。2018年元旦の「おもしろ荘」に出演した太田プロダクションのお笑いコンビ「ロングアイランド」の2人とは同学年のチームメイト。
- ボートレーサーを目指したキッカケは母子家庭でお金を稼ぎたかったため。また離婚した両親も元ボートレーサーだったため、母の裕美子からボートの話を聞いていたことも影響している[3]。
- 2015年後期、B1級から飛び級でA1級に初昇格した。
- 関西の若手競艇選手で構成される、通称「グラッチェ軍団」の一人。他のメンバーには上條暢嵩、山崎郡、丸野一樹らがいる。